# II Курултай кримськотатарського народу
Другий курултай кримськотатарського народу (крим. II Qırımtatar Milliy Qurultayı) — національне зібрання кримських татар, що відбулося в Сімферополі (Кримська АРСР, УРСР, СРСР) 26–30 червня 1991 року.
Цей курултай відбувся вдруге в історії, вперше і востаннє за часів Радянського Союзу. Ним було визначено курс на національно-державне самовизначення кримських татар в умовах боротьби за повернення на історичну Батьківщину після депортації 1944 року.

## Передумови
Кримські татари здавна проживали на території Кримського півострова. Вони сформувалися як народ у Криму і є нащадками різноманітних народів, що приходили на цю територію у різні історичні епохи. Державницька традиція кримськотатарського народу була перервана в 1783-84 роках Російською імперією. Однак, у 1905 р. відбувся з'їзд представників мусульман Криму, на якому було створено Мусульманський виконавчий комітет. Він прагнув встановлення культурної автономії та сприяв збереженню культурної ідентичності громади. У липні 1917 р. національною інтелігенцією була створена політична партія «Міллі Фірка». Українська Центральна Рада визнала основним суб'єктом самовизначення в Криму саме кримськотатарський народ. 26 листопада 1917 р. був скликаний національний з'їзд кримських татар — Курултай (перший), куди було обрано 76 делегатів. Серед делегатів були 4 жінки. Вже 13 грудня 1917 р. Курултай проголосив утворення Кримської народної Республіки та прийняв її Конституцію. Наприкінці січня 1918 року більшовики захопили увесь Крим, оголосили про розпуск Курултаю і Ради народних представників та влаштували на півострові масовий терор. В листопаді 1920 р. на півострові була остаточно утверджена більшовицька влада.
Найбільшою трагедією для кримських татар в ХХ ст. стала їх примусова депортація в 1944 році. Одразу після депортації організовується рух за повернення до Криму. Реально процес вирішення «кримськотатарського питання» почався лише в 1989 р. з ухваленням Декларації Верховної Ради СРСР «Про визнання незаконними і злочинними актів проти народів, що стали жертвою насильного переселення, та забезпечення їх прав». Цей документ передбачав повну політичну реабілітацію кримськотатарського народу й скасування нормативних актів репресивного та дискримінаційного характеру, визнавав законним правом кримськотатарського народу повернення до Криму, відтворення автономії Криму як багатонаціонального утворення, здійснення перегляду справ, порушених за участь у кримськотатарському русі тощо. Після цього активно розпочався процес повернення.

Кримськотатарська маніфестація в Ташкентській області. 1988 р.

В середині 1980-х у зв'язку з демократичними перетвореннями в СРСР відкрилися можливості для активізації національного руху кримських татар через нові організаційні форми. Так, протягом 1987-89 рр. були проведені п'ять Всесоюзних нарад представників ініціативних груп, які влада — незважаючи на різні форми репресій — не змогла придушити.

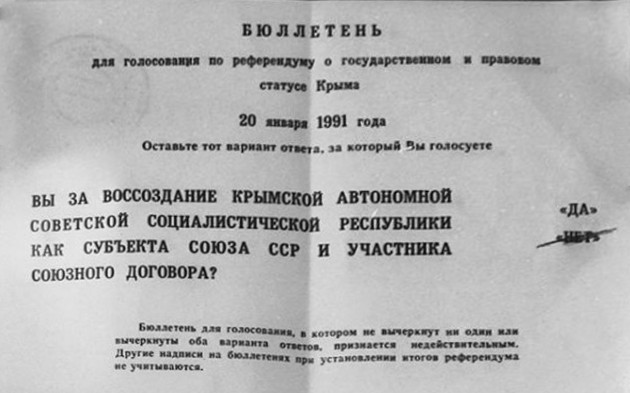
Бюлетень кримського референдуму 1991 р.

20 січня 1991 року провели референдум про перетворення Кримської області на Кримську АРСР — за територіальною ознакою, як «суб'єкта СРСР і Союзного договору». 12 лютого 1991 року сесія Верховної Ради УРСР ухвалила Закон «Про відновлення Кримської Автономної Радянської Соціалістичної республіки». Нову автономію засновували як територіальне утворення, тоді як кримські татари наполягали на національному. Киримли бойкотували референдум. Центральна Рада Організації кримськотатарського національного руху (ОКНР) виступила з заявою: «Замість відновлення незаконно ліквідованої під час режиму Сталіна державності кримських татар на їхній території створили ще одну російськомовну республіку».

## Підготовка
8 березня 1990 року на засіданні Центральної Ради ОКНР утворили робочу групу для вивчення можливості проведення Курултаю. 23 вересня відбулись установчі збори Організаційного комітету з підготовки Курултаю, до яких увійшли 36 осіб на чолі з головою Сєрвєром Омеровим. Була визначена структура оргкомітету (Центральна виборча комісія, редакційна комісія та організаційне бюро). Оргкомітет затвердив «Положення про організацію виборів делегатів на з'їзд кримськотатарського народу» та ін. підготовчі документи.
З жовтня 1990 по травень 1991 року проводили виборчу кампанію, у тому числі в Криму, Херсонській області, Узбекистані, Таджикистані, Москві, Краснодарському краї. Переважна більшість кримських татар підтримали ідею проведення з'їзду.
30 травня 1991 року кількасот кримських татар провели в Сімферополі демонстрацію протесту перед будівлею Ради міністрів Криму, що змусило владу видати офіційний дозвіл на проведення курултаю, але з пересторогою не ухвалювати рішень про створення «паралельних структур влади». (Однак, радянська влада все ж перешкодила прибуттю великої групи киримли з Туреччини).
Вибори делегатів відбувались з приблизного розрахунку «один делегат від 1000 осіб», забезпечуючи представників практично від усіх регіонів, де мешкали кримські татари. Делегатами курултаю обрали 255 осіб:
- з Криму — 129
- з Узбекистану — 88
- з РРФСР — 16
- з України (крім Криму) — 9
- з Киргизстану — 4
- з Таджикистану — 3
- з Литви — 3
- з Латвії — 1
- з Казахстану — 1
- з Сухумі — 1.

Враховуючи норму «один делегат від 1000 осіб», а також наявність представників практично від усіх регіонів, де мешкали кримські татари, Курултай у такому складі мав право вирішувати поставлені перед ним завдання і обрати єдиний повноважний представницький орган кримськотатарського народу.
Метою скликання Курултаю було названо об'єднання всіх інтелектуальних, духовних, економічних сил народу для якнайшвидшого вирішення проблем, перш за все — повернення на Батьківщину і відновлення своєї державності. Основним завданням Курултаю стало визначення шляхів вирішення національних проблем і вибори постійного органу Меджлісу.

## Перебіг і рішення Курултаю

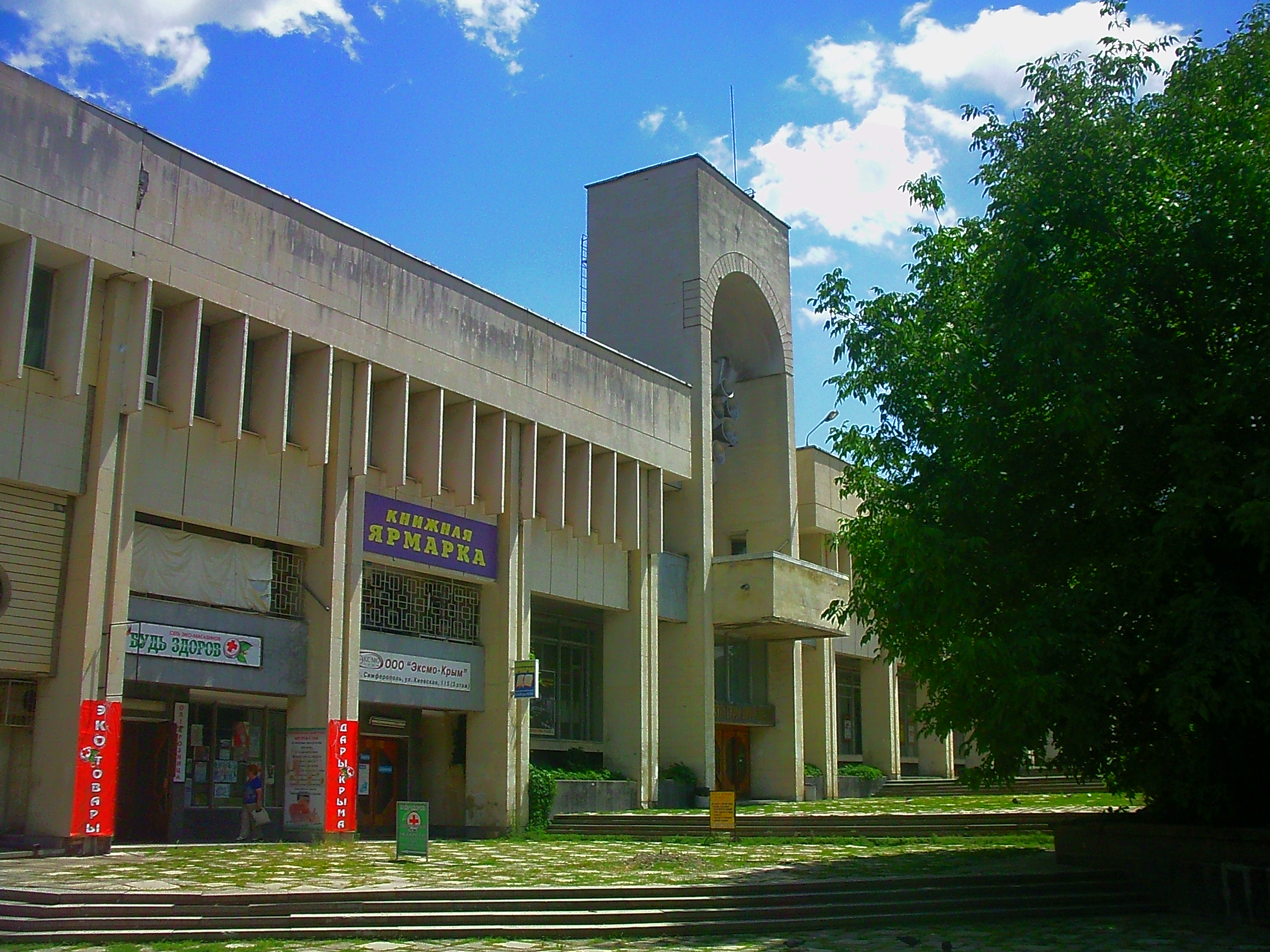
Колишній Палац профспілок у Сімферополі — місце проведення Курултаю

Другий Курултай відкрився 26 червня 1991 року в Сімферополі в місцевому Палаці профспілок. Поступ і результати заходу були прокоментовані та висвітлені центральними, українськими і турецькими ЗМІ.
Робота Курултаю проходила сесійно.
Перше засідання Курултаю відкрив голова Оргкомітету Сервер Омеров. Після виконання гімну «Ант еткенмен» і благословення імама зі словами привітання до делегатів звернувся найстарший учасник національного руху, 94-річний Мустафа Халілов.
З доповідями виступили Сервер Омеров, Мустафа Джемілєв, Рефат Аппазов, Лентун Безазієв, Фікрет Халілов.
Сесією прийняті наступні документи:
1. Декларація про національний суверенітет кримськотатарського народу
2. Звернення до кримськотатарського народу
3. Звернення до всіх жителів Криму
4. Звернення до Президента СРСР, Верховної Ради СРСР, Верховної Ради УРСР
5. Звернення до Організації Об'єднаних Націй, народів, парламентів та урядів держав, міжнародних організацій
6. Резолюція «Про виконання рішень державних органів, пов'язаних з поверненням кримських татар до Криму»
7. Постанова «Про національний прапор і національний гімн кримськотатарського народу»
8. Постанова «Про перехід на латинську графіку»
9. Положення про Меджліс кримськотатарського народу.

Сесія обрала вищий повноважний представницький орган кримськотатарського народу — Меджліс у складі 33 осіб та Ревізійну комісію Курултаю у складі 7 осіб. Головою Меджлісу кримськотатарського народу був обраний Мустафа Джемілєв, його заступником — Рефат Чубаров. Головою Ревізійної комісії затверджений Ремзі Аблаєв.
Сесія закінчила роботу 30 червня.
Регіональна конференція делегатів ІІ Курултаю і членів місцевих меджлісів із Криму, Краснодарського краю, Херсонської області відбулася в Сімферополі 24 листопада 1991 р. Делегати обговорили питання, пов'язані з суспільно-політичною ситуацією і завданнями кримськотатарського національного руху, з майбутніми всеукраїнським референдумом і виборами Президента України.
У роботі другої сесії, що проходила 27-31 липня 1993 року в Сімферополі, взяли участь 226 делегатів Курултаю, обраних від усіх місць проживання кримських татар на території колишнього СРСР. У залі сесії були присутні також численні гості, акредитовані в Києві дипломати деяких держав, представники кримськотатарської діаспори в Туреччині, Румунії, США, Німеччині, Великій Британії. Загальна кількість зарубіжних гостей склала більше 120. В якості офіційного представника Києва був присутній співробітник апарату Міністерства національностей і міграції України; адміністрація Криму була представлена консультантами ВР Криму; був присутній також представник ВМС України в Севастополі.
З доповідями виступили Мустафа Джемілєв, Ремзі Аблаєв, Рефат Чубаров, Ельдар Шабанов, Сервер Омеров, Енвер Хайредин, Риза Шевкієв, Решат Кенже, Рустем Джемілєв.
Сесією прийняті документи:
1. Постанова «Про діяльність Меджлісу кримськотатарського народу в період з червня 1991 по липень 1993»
2. Основні напрямки діяльності Меджлісу кримськотатарського народу на період до III Курултаю
3. Постанова «Про прийняття кримськотатарського алфавіту на основі латинської графіки»
4. Регламент Курултаю кримськотатарського народу
5. Заява.

Третя сесія II Курултаю була скликана за рішенням Меджлісу для вироблення загальнонаціональної позиції з питання участі чи неучасті в майбутніх виборах нового складу Верховної Ради і президента Криму. В роботі сесії, що проходила 27-29 листопада 1993 р. в Сімферополі, взяли участь 192 делегата та запрошені особи.
Прозвучали доповіді Мустафи Джемілєва, Надира Бекірова, Нарімана Абдурешитова, Леннура Арифова, Бекіра Аджіалієва.
Делегати сформували список 30 претендентів на кандидатів у депутати, який був винесений на таємне голосування. На сесії також сформулювали умови, при дотриманні яких вважається можливим участь кримських татар у виборах президента Криму.
Таким чином, сесією були прийняті документи:
1. Постанова «Про участь у виборах Верховної Ради Криму»
2. Постанова «Про інститут президентства в Криму»
3. Постанова «Про невідкладні заходи з надання сприяння в поверненні та облаштуванні кримських татар, що вимушено проживають у місцях висилки»
4. Звернення до Верховної Ради Криму і до Ради Міністрів Республіки Крим
5. Передвиборна платформа Курултаю кримськотатарського народу
6. Список претендентів у кандидати в депутати Верховної Ради Криму
7. Зобов'язання кандидата в депутати, що дав згоду на висунення від Курултаю.

Наступний, третій Курултай, відбувся вже 1996 року.

## Наслідки

Колективне фото учасників Курултаю

Внаслідок реалізації ухвалених зібранням рішень, кримськими татарами на півострові почали організовуватись місцеві органи національного самоуправління — районні, міські та інші меджліси. Взаємодіючи з місцевими органами державної влади, вони були призначені співпрацювати з органами державної влади задля захисту інтересів свого народу. Протягом 1991-92 рр. такі меджліси були обрані на території 290 місцевих рад Криму.
Після швидкого розвалу СРСР Україна як незалежна держава отримала проблеми, пов'язані з поверненням та влаштуванням кримськотатарського та інших депортованих народів. У цьому напрямку дещо було зроблено — утворено понад 300 селищ репатріантів, з'явився інженерно-педагогічний університет, який став осередком національних кадрів, національні школи та дитячі садки, кримськотатарські бібліотеки, театр, державні ансамблі.
«Проведений через 72 роки національний з'їзд найкращих представників народу став символічним проявом перемоги національного руху», однак безпосередньо у вирі подій прорадянська кримська влада негативно поставилася до перших рішень Курултаю. 29 липня 1991 Верховна Рада Кримської АРСР постановила вважати прийняті Курултаєм рішення про проголошення Криму національною територією кримськотатарського народу, а також спробу створення паралельних структур влади і управління, незаконними, такими, що суперечать Конституціям УРСР, СРСР, чинному законодавству. Верховна Рада Криму відмовила у правомірності Меджлісу та іншим органам кримських татар. Меджліс відповів Раді тим самим.
Взаємини між кримськими татарами і регіональною владою послідовно загострювалися: так, 2 серпня 1991, у відповідь на самозахоплення кримськими татарами землі у смт. Молодіжне, відповідні органи просто знесли 200 їхніх будинків; 16 серпня міліція зруйнувала фундамент мечеті, яку хотіли спорудити там само.
Міністерство юстиції СРСР, Комітет конституційного нагляду СРСР, а також Всесоюзний науково-дослідний інститут радянського державного будівництва та законодавства надали свій «Висновок», з якого вбачається, що мета створення в Криму «держави кримськотатарського народу» веде до обмеження прав громадян інших національностей, які проживають в Криму, не враховує сформовані на півострові реалії (адже за останнім переписом кримських татар на півострові було близько 4 %).
У період загальної визначеності в питанні адміністративно-територіального статусу Криму українська влада проводила політику невизнання Меджлісу кримських татар як нелегалізованої організації. Така ситуація зберігалася до російської анексії Криму, коли парламент прийняв окрему заяву, згідно з якою Україна визнає Курултай як вищий представницький орган кримськотатарського народу та Меджліс як його виконавчий орган.
За словами Мустафи Джемілєва, Курултай проголосив курс на «трансформацію існуючого колоніального режиму ненасильницькими формами боротьби в демократичну систему, яка гарантує дотримання прав як корінних народів Криму, так і некорінного населення». Це, в свою чергу, актуалізувало курс на політичну інтеграцію кримськотатарської еліти до регіональної та загальнодержавної влади.
День кримськотатарського прапора, день шанування національного прапора кримських татар, відзначається 26 червня — в день відкриття ІІ Курултаю.